# Marcel Tisserand
Marcel Jany Emile Tisserand (Meaux, 10 de janeiro de 1993) é um futebolista congolês que atua como zagueiro. Atualmente está no Sydney FC.

## Carreira em clubes
Nascido em Meaux, Tisserand estreou profissionalmente em agosto de 2013, contra o Bordeaux. Em 2014, foi emprestado ao Lens e ao Toulouse. Em agosto de 2016, assinou com o Ingolstadt.

## Seleção
Embora seja francês de nascimento, Tisserand optou em jogar pela República Democrática do Congo, país de origem da sua mãe (o pai do jogador também é francês), desde as categorias Sub-19 e Sub-20, chegando ao time principal em 2016, estreando contra a Romênia, em maio.